# アラトゥルク県
アラトゥルク県（アラトゥルク-けん、ウイグル語：ئارا تۈرۈك ناھىيىسى、中国語：伊吾县）は、中華人民共和国新疆ウイグル自治区クムル市に位置する県。中国語では伊吾県と呼ばれる。

## 概要
アラトゥルク県は新疆ウイグル自治区の北東部、天山北嶺の東側に位置している。北東にはモンゴルと国境で接し、西はバルクル・カザフ自治県と接し、南は山を隔て伊州区と接している。伊州区市街地まで176キロの距離である。
県の中心であり人民政府の置かれている伊吾鎮は、周囲を岩山に囲まれており、気候が変わりやすいのが特徴である。

## 歴史
アラトゥルク県は漢代の伊吾盧の地にあたり、屯田が行われた。晋代に伊吾県が設置されるが、五胡十六国時代から南北朝時代にかけての間、しばしば伊吾は異民族の襲撃を受けた。
1935年に哈密県から伊吾設治局が分割され、1943年に県に改められた。

## 人口
総人口は約21.2万人で、その内ウイグル族が47%、漢族27%、カザフ族22%が占めている。その他、回族、チワン族、満州族などの15の民族が居住する。流動人口は高峰シーズンには4万人を超える。、

## 地理
カルリク山主峰は4888メートル、淖毛湖盆地の最低海抜は260メートル、県の市街地の標高は1700メートル。総面積は19,519平方メートル。県域の東西は215キロメートル、南北は175キロメートル。

## 行政区画
3鎮、3郷、1民族郷を管轄：
- 鎮：アラ・テュリュク鎮（伊吾鎮）、ノム鎮（淖毛湖鎮）、トゥズキョル鎮（塩池鎮）
- 郷：アダク郷（葦子峡郷）、バイ郷（下馬崖郷）、トゥフル郷（吐葫芦郷）
- 民族郷：ナリンキル・カザフ族郷（前山哈薩克族郷）

## 気候
| アラトゥルクの気候     | アラトゥルクの気候 | アラトゥルクの気候 | アラトゥルクの気候 | アラトゥルクの気候 | アラトゥルクの気候 | アラトゥルクの気候 | アラトゥルクの気候 | アラトゥルクの気候 | アラトゥルクの気候 | アラトゥルクの気候 | アラトゥルクの気候 | アラトゥルクの気候 | アラトゥルクの気候 |
| 月                     | 1月                | 2月                | 3月                | 4月                | 5月                | 6月                | 7月                | 8月                | 9月                | 10月               | 11月               | 12月               | 年                 |
| ---------------------- | ------------------ | ------------------ | ------------------ | ------------------ | ------------------ | ------------------ | ------------------ | ------------------ | ------------------ | ------------------ | ------------------ | ------------------ | ------------------ |
| 平均最高気温 °C （°F） | −5 (23)            | −3 (27)            | 3 (37)             | 11 (52)            | 19 (66)            | 22 (72)            | 24 (75)            | 23 (73)            | 18 (64)            | 10 (50)            | 1 (34)             | −3.3 (26.1)        | 10 (50)            |
| 平均最低気温 °C （°F） | −17 (1)            | −15 (5)            | −9 (16)            | —                  | 5 (41)             | 10 (50)            | 12 (54)            | 10 (50)            | 5 (41)             | −2 (28)            | −10 (14)           | −15 (5)            | −2 (28)            |
| 降水量 mm （inch）     | 1 (0.04)           | 1 (0.04)           | 2 (0.08)           | 5 (0.2)            | 9 (0.35)           | 19 (0.75)          | 27 (1.06)          | 14 (0.55)          | 8 (0.31)           | 3 (0.12)           | 1 (0.04)           | 1 (0.04)           | 91 (3.58)          |
| 出典：Weatherbase      |                    |                    |                    |                    |                    |                    |                    |                    |                    |                    |                    |                    |                    |